# Cercopithecus sclateri
Il cercopiteco di Sclater (Cercopithecus sclateri Pocock, 1904) è un primate della famiglia delle Cercopithecidae.

## Descrizione
Con un peso medio di 2,5 kg per le femmine e 4 kg per i maschi il cercopiteco di Sclater è una delle specie più piccole del suo genere. Il colore del corpo è olivastro sul lato dorsale e grigio sul lato ventrale; il muso è bluastro e circondato da pelo giallo chiaro sulle guance; la sommità del capo è gialla, mentre la gole e vistosi ciuffi sulle orecchie sono bianchi.

## Distribuzione e habitat
La specie è presente nella Nigeria meridionale, a est del fiume Niger. L'habitat è la foresta in vicinanza dell'acqua.

## Biologia
Conduce vita arboricola ed ha attività diurna. Vive in gruppi territoriali, formati da un maschio adulto, diverse femmine e piccoli, per un totale che può arrivare a 30 individui.
La dieta non è nota, ma si pensa che come per le specie affini consista di frutta, foglie e insetti.

## Conservazione
La specie era stata considerata estinta prima di essere riscoperta nel 1988. Oggi esistono cinque piccoli gruppi, per un totale di circa 250 individui. La specie è considerata in pericolo dalla IUCN.